# Associação Atlética Campos Elíseos
A Associação Atlética Campos Elíseos foi um clube brasileiro de futebol da cidade de São Paulo.
Fundada em 1912, suas cores eram o vermelho e o branco, sendo que o uniforme era predominantemente branco, com detalhes em vermelho. Teve 4 participações no Campeonato Paulista de Futebol.

## História
Originária da várzea paulistana, a Associação Atlética Campos Elíseos era do bairro paulistano que lhe emprestava o nome. Filiou-se à Liga Paulista de Foot-Ball (LPF) e disputou o Campeonato Paulista de Futebol de 1914, 15 e 16 pela entidade.
Quando a LPF, em 1917, deixou de existir, incorporada pela APEA, o time de Campos Elísios passou a fazer parte da Associação Paulista de Esportes Atléticos, onde disputou o campeonato de 1917 na segunda divisão, mas logo depois afasta-se do futebol. Desde então o clube encontra-se extinto.

## Feitos
- 1915 - Campeonato Paulista (LPF) - Artilheiro - Facchini, com 17 gols